# Federico Moroni
Federico Moroni (San Marino, 8 settembre 1976) è un ex calciatore sammarinese, di ruolo difensore.